# 反函數

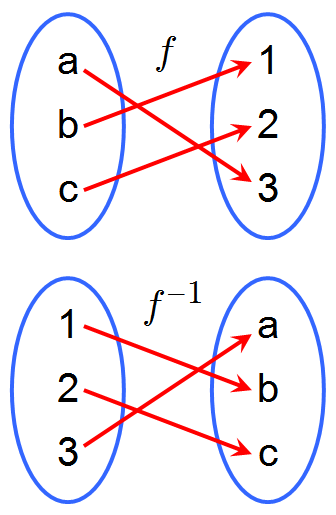
函数ƒ和它的反函数ƒ^{–1}。由于ƒ把a映射到3，因此反函数ƒ^{–1}把3映射回到a。

在數學裡，反函數，也称为逆函数（英語：Inverse function），為對一個定函數做逆運算的函數。

## 定义与存在性
設{\displaystyle f}為一函數，其定義域為{\displaystyle X}，陪域為{\displaystyle Y}。如果存在一函數{\displaystyle g}，其定義域和陪域分別為{\displaystyle Y,\,X}，並對任意{\displaystyle x\in X}有
{\displaystyle g(f(x))=x}、對任意{\displaystyle y\in Y}有{\displaystyle f(g(y))=y}，則稱{\displaystyle g}為{\displaystyle f}的反函數，記之為{\displaystyle f^{-1}}。
若一函數有反函數，便稱此函數可逆。一函數可逆的充分必要条件是该函数为双射，即同时为单射和满射。
若{\displaystyle f}為一实函数，还可通過水平線測試判断其是否为单射、满射与双射。

## 与限制的关系
一部分函数尽管本身不可逆，但它到其定义域的某个子集上的限制是可逆的。例如
{\displaystyle f:\mathbb {R} \to [0,\infty ),\,f(x)=x^{2}}
{\displaystyle f}并不是单射，因{\displaystyle f(1)}和{\displaystyle f(-1)}均为{\displaystyle 1}。但若取其到{\displaystyle [0,\infty )}上的限制，则这一限制为双射，并拥有反函数
{\displaystyle {f_{|_{[0,-\infty )}}}^{-1}(x)={\sqrt {x}}.}
反三角函数是限制定义域的另一个例子。正弦、余弦等三角函数具有周期性，如
{\displaystyle \sin(x+2\pi )=\sin(x),}
这意味着其并非单射。若要定义三角函数的反函数，则需要限定其定义域，如反正弦函数通常定义为正弦函数到{\displaystyle \left[-{\frac {\pi }{2}},{\frac {\pi }{2}}\right]}上的限制的反函数。这一经过限制的定义域亦是反正弦函数的值域，称作其主值。

## 性質
- 原函数的定义域、值域分别是反函数的值域、定义域。
- 原函数与其反函数的函数图像关于函数{\displaystyle y=x}的图像对称。
- 严格单调函数一定存在反函数，且反函数与原函数的单调性一致。
- 拥有反函数的函数不一定是严格单调函数，例如{\displaystyle y=x^{-3}}

## 另見
- 值域
- 逆關係
- 反函数定理